# Hogesnelheidslijn Atlantique

LGV Atlantique

De LGV Atlantique is een hogesnelheidslijn in Frankrijk die bestaat uit twee trajectdelen:
- Parijs Montparnasse tot Monts.
- Van de aansluiting Courtalain tot de aansluiting Connerré.

Deze hogesnelheidslijn wordt gebruikt door hogesnelheidstreinen tussen Parijs en Bordeaux en verder enerzijds, en Parijs en Le Mans en verder via de LGV Bretagne-Pays de la Loire richting Bretagne.

## Tijdslijn
- Op 24 september 1989 werd het eerste traject Parijs - Courtalain - Connerré geopend
- Op 30 september 1990 werd het gedeelte tussen Connerré en Monts geopend.
- Na de opening van de LGV Sud Europe Atlantique zijn de laatste twaalf kilometer van de lijn tussen de aansluiting Saint-Avertin en Monts gesloten en vervolgens opgebroken.

## Trajecten
Voor de nadere beschrijving van de deeltrajecten, zie:
- Spoorlijn Paris-Montparnasse - Monts (LGV)
- Spoorlijn Courtalain - Connerré (LGV)